# Ophiogastrella nigrifrons
Ophiogastrella nigrifrons là một loài tò vò trong họ Ichneumonidae.